# Stazione di Naro
La stazione di Naro era una stazione ferroviaria posta al km 26+900 della linea Agrigento-Naro-Licata. Serviva il centro abitato di Naro.

## Storia
La stazione venne costruita nel corso della realizzazione della ferrovia a scartamento ridotto per collegare il grosso centro a Canicattì e ad Agrigento e venne aperta il 28 febbraio 1911 in concomitanza con l'apertura della prima tratta, di circa 17 km, Canicattì-Naro. 

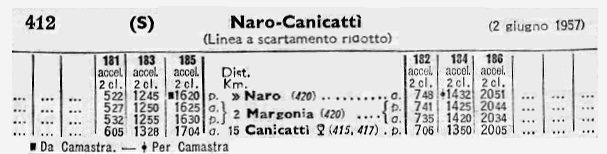
Quadro orario del 1957

La tratta Canicatti-Naro, inizialmente progettata come parte della linea Agrigento-Canicattì, divenne successivamente una diramazione della stessa, in quanto il tronco Agrigento-Naro, aperto nel 1921, andò a collegarsi al tronco già esistente nella stazione di Margonia invece che in quella di Naro, con i treni che per andare da Agrigento a Canicattì erano costretti a invertire il senso di marcia con l'aggravio di un grossa perdita di tempo per il regresso dei treni provenienti da Naro per i servizi Girgenti-Naro-Canicattì in quanto, sebbene la linea si diramasse in corrispondenza della stazione di Margonia, le relazioni erano impostate secondo la direttrice Naro - Margonia - Canicattì, utilizzando il tratto Naro-Margonia in comune con la linea per Licata.
La stazione sorgeva a circa un km dal centro abitato, in posizione sottostante.
La stazione venne chiusa nel 1959 assieme a tutta la ferrovia.
Il fabbricato della stazione, ben conservato è utilizzato come casa cantoniera dall'ANAS.

## Strutture e impianti
La stazione consisteva di un fabbricato a due elevazioni di stile ferroviario classico al quale, sul lato ovest, era affiancato un edificio per alloggi e una torre dell'acqua per l'uso corrente e la rifornitura delle locomotive. A fianco, dal lato est, era presente il magazzino merci con una gru a mano.
Il piazzale binari era costituito da tre binari passanti per il servizio movimento treni e tre binari tronchi per la sosta dei veicoli.

## Immagini

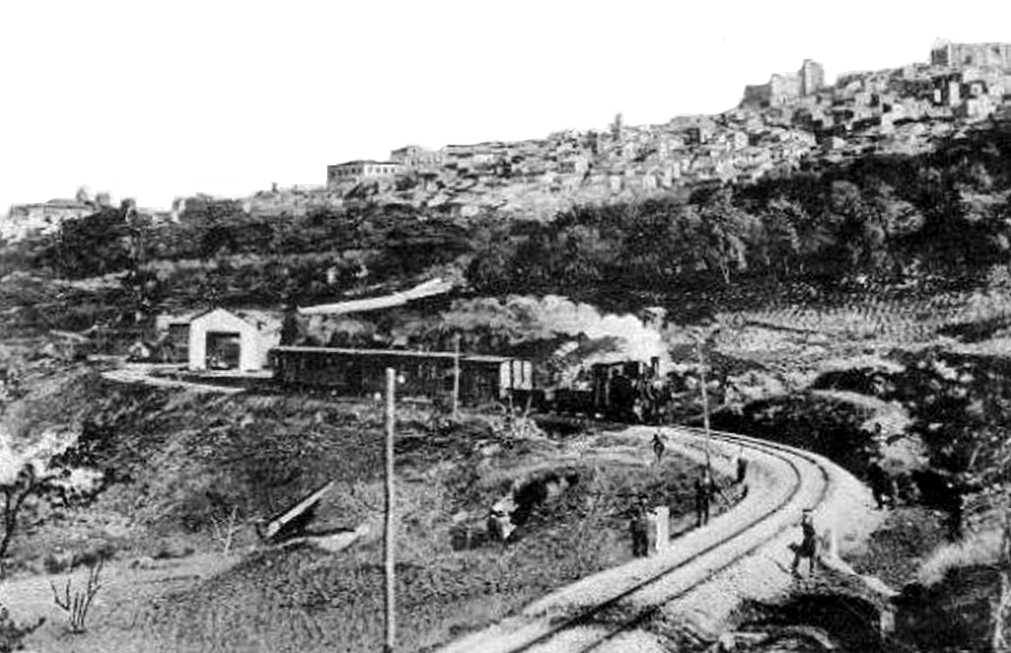
Il lato sud della stazione
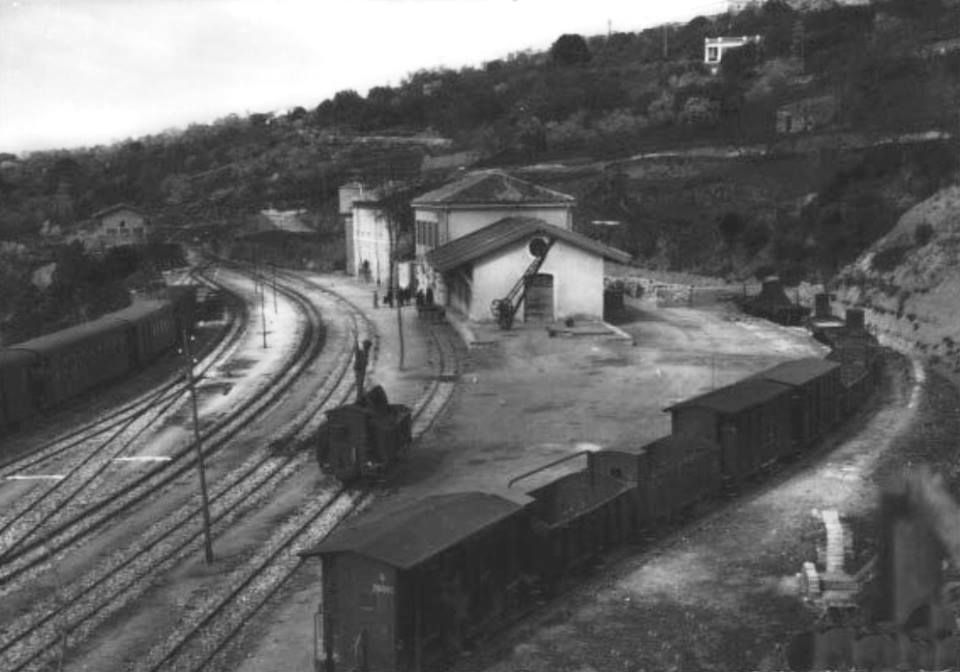
Il lato est della stazione